# Green Holm (ö i Storbritannien, lat 60,20, long -1,12)
Green Holm är en ö i Storbritannien.   Den ligger i kommunen Shetlandsöarna och riksdelen Skottland, i den norra delen av landet, 1 000 km norr om huvudstaden London.